# Intimate and Live Tour
Intimate and Live je četrta koncertna turneja avstralske pop pevke Kylie Minogue, ki so jo organizirali v sklopu promocije njenega glasbenega albuma Impossible Princess.

## Ozadje
S samo dvema svinčnikoma in z omejeno količino denarja, kot je sama dejala Kylie Minogue, je svojim sodelavcem narekovala ideje za koncept in produkcijo nove koncertne turneje, in, kot je povedala, do mota turneje, ki se glasi: »Če dvomiš, nanesi več lepila!«, prišla zato, ker je tolikokrat dvomila vase. Na turneji sta jo spremljala le dva spremljevalna plesalca (David Scotchford in Ashley Wallen) ter glasbena skupina. Glasbeno skupino je sestavljal band Johna Farnhama in nekaj spremljevalnih pevcev. Kljub strogemu nizu uporabljenih inštrumentov, ki ga je narekoval njen menedžment, je Kylie Minogue lahko nemoteno izvedla vse pesmi, ki jih je želela, ne da bi občinstvo opazilo omejeno število inštrumentov. Osemnajst koncertov v sklopu turneje je bilo razprodanih, zato so jih mnogo še dodali seznamu vseh koncertov; poleg tega so izdali tudi televizijski dokumentarni film, ki je vključeval vse funkcije Kylie Minogue pri turneji, njene zabave in podrobnosti o nastanku turneje. Turneja je bila takrat najbolje sprejeta turneja Kylie Minogue s strani glasbenih kritikov: mnogi so hvalili moč njenega nastopa, njene vokale in prisotnost njene osebnosti na odru med nastopom.
Kljub temu, da so turnejo na začetku nameravali organizirati le v Avstraliji, so zaradi pritiska britanskih oboževalcev, ki so za turnejo in o njenih podrobnostih slišali preko interneta, organizirali še tri koncerte v Londonu, Združeno kraljestvo v Shepherds Bush Empireu. Tudi britanski oboževalci so se na vse tri koncerte odzvali zelo pozitivno. Kylie Minogue je kasneje dejala, da je predvsem na tej turneji razvila osebnost, v luči katere se je predstavljala tudi na svojih naslednjih turnejah.

## Seznam pesmi
1. »Too Far«
2. »What Do I Have to Do«
3. »Some Kind of Bliss«
4. »Put Yourself in My Place«
5. »Breathe«
6. »Take Me with You«
7. »I Should Be So Lucky«
8. »Dancing Queen«
9. »Dangerous Game«
10. »Cowboy Style«
11. »Step Back in Time«
12. »Say Hey«
13. »Free«
14. »Drunk«
15. »Did It Again«
16. »Limbo«
17. »Shocked«

Dodatne pesmi
1. »Confide in Me«
2. »The Loco-Motion«
3. »Should I Stay or Should I Go«
4. »Better the Devil You Know«

## Datumi koncertov
| Datum          | Mesto     | Država     | Prizorišče                 |
| -------------- | --------- | ---------- | -------------------------- |
| Avstralija     |           |            |                            |
| 2. junij 1998  | Melbourne | Avstralija | Teater Palais              |
| 3. junij 1998  | Melbourne | Avstralija | Teater Palais              |
| 4. junij 1998  | Melbourne | Avstralija | Teater Palais              |
| 6. junij 1998  | Brisbane  | Avstralija | Zabaviščni center Brisbane |
| 8. junij 1998  | Sydney    | Avstralija | Teater Capitol             |
| 9. junij 1998  | Sydney    | Avstralija | Teater Capitol             |
| 10. junij 1998 | Sydney    | Avstralija | Teater Capitol             |
| 11. junij 1998 | Sydney    | Avstralija | Teater Capitol             |
| 14. junij 1998 | Adelaide  | Avstralija | Teater Thebarton           |
| 15. junij 1998 | Adelaide  | Avstralija | Teater Thebarton           |
| 17. junij 1998 | Melbourne | Avstralija | Teater Palais              |
| 18. junij 1998 | Melbourne | Avstralija | Teater Palais              |
| 20. junij 1998 | Sydney    | Avstralija | Državno gledališče Sydney  |
| 21. junij 1998 | Sydney    | Avstralija | Državno gledališče Sydney  |
| 22. junij 1998 | Sydney    | Avstralija | Državno gledališče Sydney  |
| 29. junij 1998 | Canberra  | Avstralija | Royal Theatre              |
| 1. julij 1998  | Sydney    | Avstralija | Teater Capitol             |
| 3. julij 1998  | Melbourne | Avstralija | Teater Palais              |
| 4. julij 1998  | Melbourne | Avstralija | Teater Palais              |
| Evropa         |           |            |                            |
| 29. julij 1998 | London    | Anglija    | Shepherds Bush Empire      |
| 30. julij 1998 | London    | Anglija    | Shepherds Bush Empire      |
| 31. julij 1998 | London    | Anglija    | Shepherds Bush Empire      |

## Ostali ustvarjalci
Producent: Tarcoola Touring Company Pty.Ltd.

Menedžer: Terry Blamey Management Pty. Ltd.

Producent: Terry Blamey

Glasbeni producent: Steve Anderson

Glasbeni vodja: Chong Lim

Scenograf: Brian Thompson

Osvetljava: Steven Swift

Kreativno oblikovanje: William Baker in Kylie Minogue

Tour Manager: Nick Pitts

Asistent menedžerja turneje: Warren Anderson

Asistent: Natalie Stevenson

Frizura & ličila: Kevin Murphy

Garderoba: Carol Minogue

Koreografija: William Forsythe

### Glasbena skupina
Sintetizator: Chong Lim

Bas kitara/vokali: Joe Creighton

Kitara: Stuart Fraser and Carl Mann

Bobni: Angus Burchall

Tolkala: James Mack

Spremljevalni vokali: Lisa Edwards in Natalie Miller

Spremljevalni plesalci: David Scotchford in Ashley Wallen

## Izid posnetkov s turneje
Leta 1998 so posnetke s turneje izdali na albumu v živo, leta 2002 pa še na DVD-ju.